# Listă de contacte cu OZN-uri înainte de anii 1900
Aceasta este o listă de contacte cu OZN-uri înainte de anii 1900.
sec IX î.Hr.

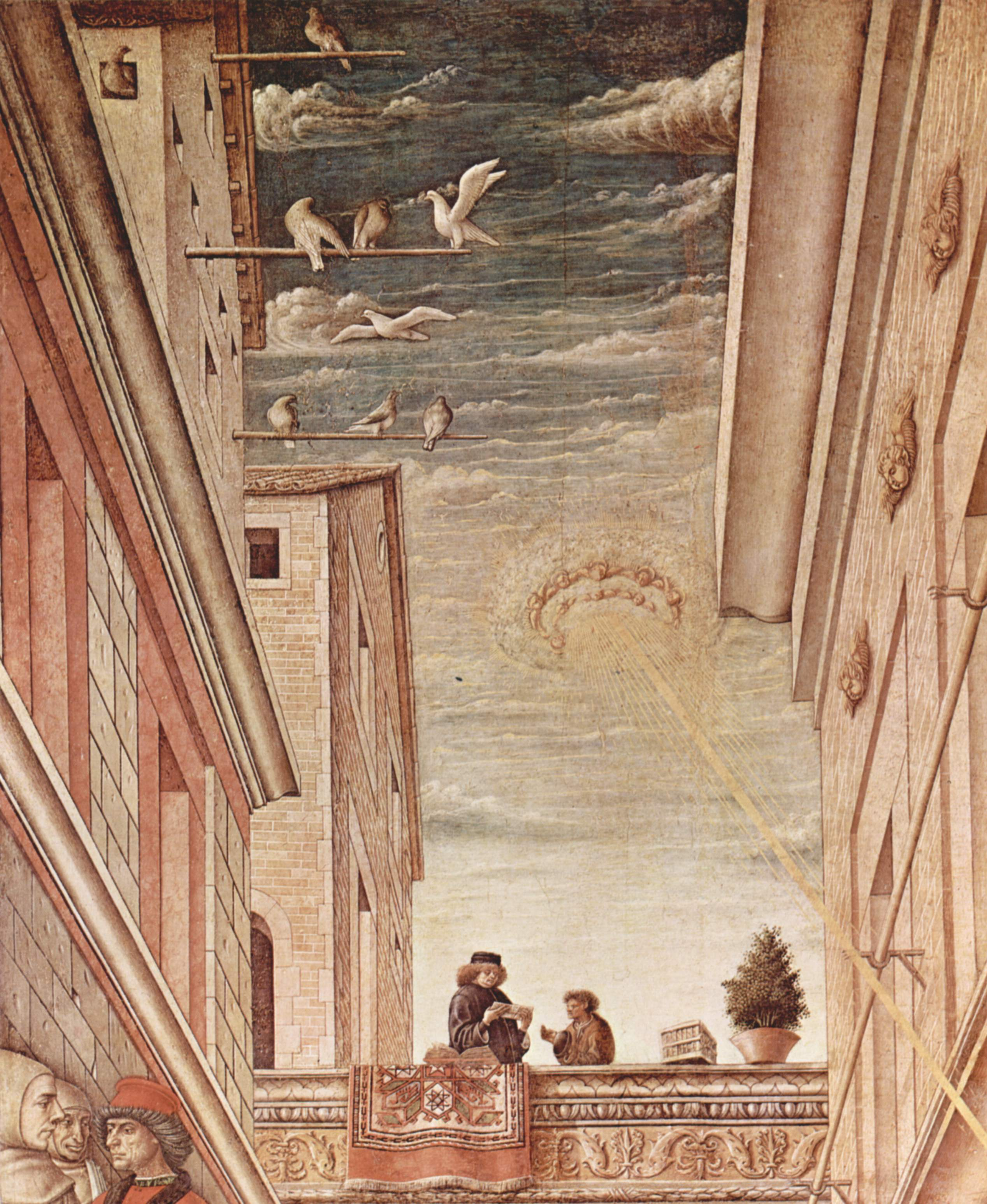
Nor luminos într-o pictură de Carlo Crivelli din 1486

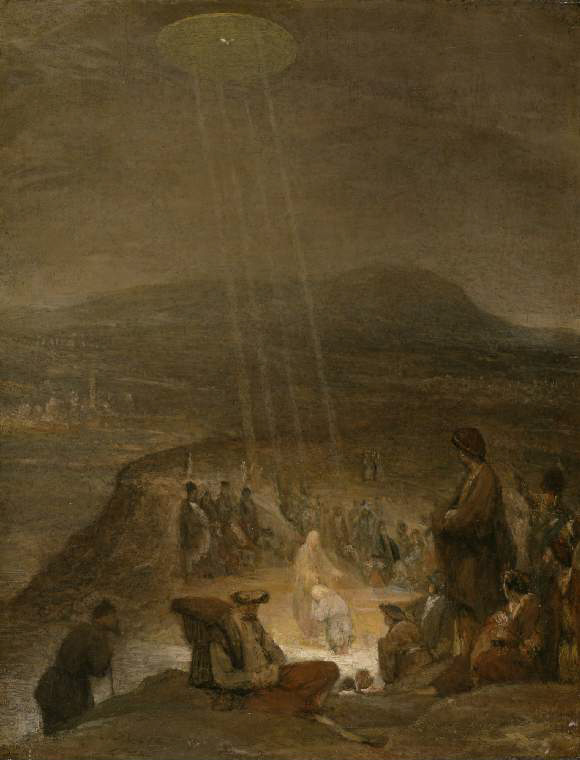

- în Ramayana sau Mahābhārata sunt descrise Vimane:

„Când zorii apărură, Rama, luând Caru Cersc (Vimana)... se făcu gata de plecare. Acest car se propusa el însuși, era mare și decorat fin, cu două etaje, numeroase ferestre... emitea un sunet melodios în timp ce zbura pe cărările Cerului”
593 - 571 î.Hr.
- Conform cărții lui Ezechiel, profetul a văzut...

„...un nor mare și un val de foc, care răspândea în toate părțile raze strălucitoare; iar în mijlocul focului strălucea ca un metal în văpaie. Și în mijloc am văzut ceva ca patru fiare, a căror înfățișare semăna cu chipul omenesc. Fiecare din ele avea patru fețe și fiecare din ele avea patru aripi. Picioarele lor erau drepte [...] Aripile lor se atingeau una de alta, și când mergeau, fiarele nu se întorceau, ci fiecare mergea drept înainte. Fețele lor? - Toate patru aveau câte o fată de om înainte, toate patru aveau câte o față de leu la dreapta, toate patru aveau câte o față de bou la stânga și toate patru mai aveau și câte o față de vultur în spate. Fețele lor și aripile lor erau despărțite în partea de sus, și, la fiecare, două din aripi erau întinse, iar două le acopereau trupul. Fiecare fiară mergea drept înainte și mergea încotro îi dădea duhul să meargă și în mersul său nu se întorcea. Înfățișarea acestor fiare se asemăna cu înfățișarea cărbunilor aprinși, cu înfățișarea unor făclii aprinse; printre fiare curgea foc, iar din foc țâșneau raze și fulgere. Fiarele alergau înainte și înapoi iute ca fulgerul. [...] Când mergeau fiarele, mergeau și roțile de lângă ele, și când se ridicau fiarele de la pământ, se ridicau și roțile. Ele mergeau încotro le da duhul să meargă și roțile se ridicau împreună, căci duh de viață era și în roți. Când mergeau acelea, mergeau și acestea, și când acelea se opreau, se opreau și acestea; iar când acelea se ridicau de la pământ, atunci împreună cu ele se ridicau și roțile, pentru că duh de viață era și în roți. Deasupra capetelor fiarelor se vedea un fel de boltă, întinsă sus, deasupra capetelor lor, care semăna cu cristalul cel mai curat; Iar sub bolta aceasta erau întinse aripile fiarelor una spre alta, și fiecare fiară mai avea câte două aripi, care le acopereau trupurile; [...] Pe bolta de deasupra capetelor fiarelor era ceva care semăna cu un tron și la înfățișare era ca piatra de safir; iar sus pe acest tron era ca un chip de om. ”—Ezechiel 1: 5-26
Ezechiel  a avut patru întâlniri cu nava venită din cer, primele trei când avea 30-31 ani, ultima la 50 de ani. Fiind un om educat și preotul unei comunități evreiești din Babilon nu se pierde cu firea ci studiază atent detaliile navei. El nu-l confundă pe comandantul navei cu Dumnezeu ci vorbește de vocea unuia și uneori îl denumește chiar om.
60
- un scut arzător însoțit de o mare jerbă luminoasă trece pe deasupra Romei. (Plinius cel Bătrân)

77
- un alt scut înconjurat de scântei e observat două zile pe cerul Romei (potrivit lui Dio Cassius)

312
- 28 octombrie, înainte de Bătălia de la Podul Milvius, Eusebiu din Cezareea afirmă că împăratul Constantin cel Mare și armata romană din Galia au observat o cruce luminoasă în cer

584
- Gregor de Tours în Historia Francorum descrie raze luminoase care au apărut pe cer, păreau să se încrucișeze, dar s-au separat și au dispărut. La fel în septembrie 585 apar raze și cupole care se văd de obicei și care aleargă cu rapiditate pe cer sau în 587 când în două nopți apare pe cer un fel de nor foarte luminos de forma unei glugi[2]

776?
- În Asediul de la Siginurg francii sunt asediați de saxoni dar după ce francii se roagă două scuturi arzătoare coboară din cer și i-au împrăștiat pe saxoni

între cca. 800 - 840
- arhiepiscopul Agobard descrie nave care plutesc pe nori

919
- un obiect ca o torță de foc trece pe cerul întregii Ungariei însoțit de mai multe sfere ce luminau mai tare ca stelele

989
- 3 august: trei obiecte rotunde foarte strălucitoare trec pe deasupra Japoniei apoi se unesc într-unul singur

1014

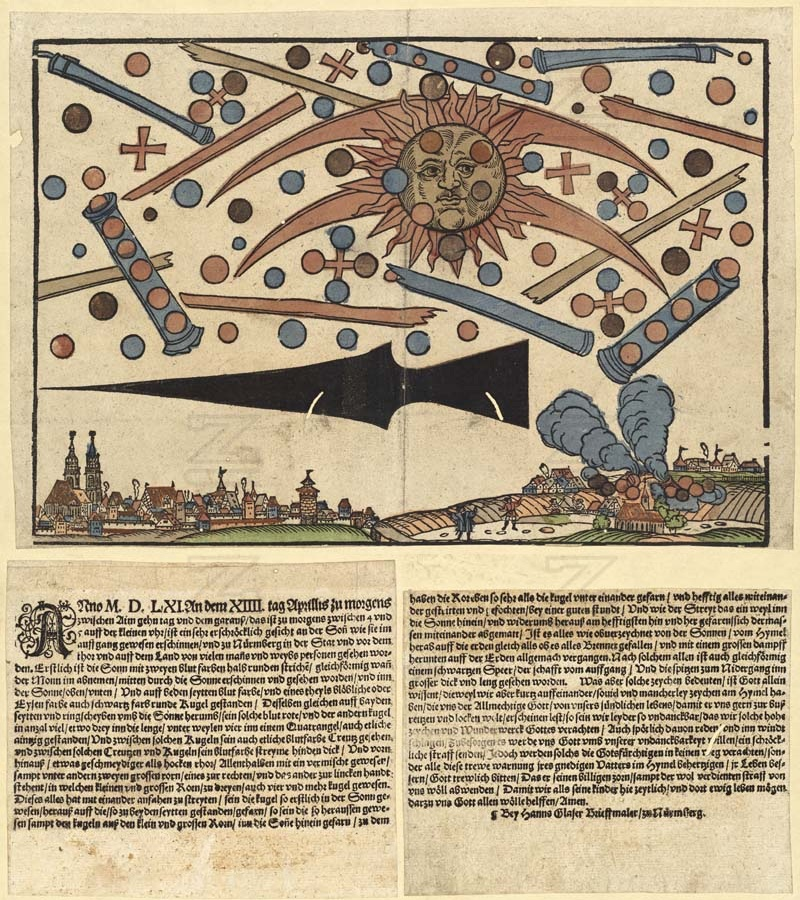
Incidentul OZN de la Nürnberg (1561)

- 23 aprilie, în Bătălia de la Clontarf, Irlanda, au apărut armatele zburătoare ale zânelor. Apare Badh tunecat, impetuos, ardent[...] bătând din aripi deasupra capetelor[...] și se ridicară și satyri și spirite[...] și demonii distrugători din aer și firmament și armata demonică.

1130
- dragoni zburători înflăcărați au trecut pe deasupra orașului Praga, la fel și în 1142

cca. 1180
- Richard Inimă de Leu și Filip al Franței înaintea luptei cu Saladin văd o serie de cruci de foc suspendate pe cer (ca și Constantin cel Mare)

1350
- În Mănăstirea de la Dečani, Kosovo, sunt zugrăvite fresce controversate în care apar îngeri în nave spațiale sau Iisus Hristos care pare a fi într-o rachetă gata de zbor

1531
- 9 decembrie: în Mexic, Sfântul Juan Diego Cuauhtlatoatzin o vede pe Fecioara Maria de Guadalupe într-o ceață înghețată și un nor luminos

1561
- 4 aprilie: Incidentul OZN de la Nürnberg, numeroase scuturi strălucitoare, cruci de foc și nave în formă de țigară de foi au apărut pe cer și au început să se lupte între ele, zgomote puternice

1566

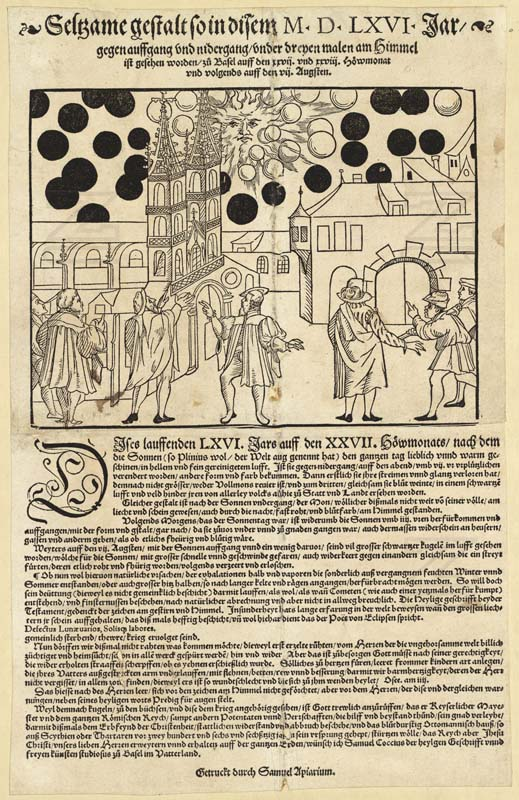
Incidentul OZN de la Basel. Samuel Koch, 1566, Wickiana, Biblioteca Centrale di Zurigo.

- 7 august: Incidentul OZN de la Basel, populația orașului a văzut numeroase obiecte de zbor în cer care au început să se lupte între ele, zgomote puternice

1793
- 27 decembrie, ora 19:30 - la Florești (București) pământul se cutremură de trei ori, a doua zi seara la aceeași oră Luna a călătorit tot cerul într-o jumătate de oră.

1796
- martie: un „enorm cheag gelatinos” cade la Lusatia, Italia, dintr-o „bulă de foc” aeriană

1802
- 27 februarie: un disc întunecat trece pe dinaintea Soarelui fiind observat de astronomul Prediger Fritsch[3] (Magdeburg, Germania)

1808
- 12 octombrie, Pienrolo, Piemont: discuri luminoase trec pe deasupra orașului

1811
- iulie, Heidelberg, Germania, o materie cleioasă cade pe sol după explozia unui imens obiect zburător

1812
- în Bucovina, România, o stea mare zboară spre Rusia, dar se întoarce și dispare spre vest

1813 - 1821
- numeroase OZN-uri trec pe deasupra statului sud-american Chile

1814
- un obiect zburător ciudat trece pe deasupra Genevei, Elveția

1816
- obiecte ciudate trec pe deasupra Lisabonei, Portugalia
- cruci luminoase sunt zărite la Edinburgh, Scoția

1817
- un obiect zburător întunecat care emite un zgomot asurzitor trece pe deasupra orașului sicilian Palermo

1886
- 12 august: Observațiile lui José Bonilla, cel puțin 283 de obiecte ce treceau prin dreptul discului solar
- 24 octombrie: Incidentul de la Maracaibo, un obiect luminos, împreună cu un zgomot de fond, a apărut în timpul nopții ploioase si tumultuose lângă o colibă din apropierea localității Maracaibo, oamenii din colibă au suferit de radiații

1897
- 19 aprilie: Incidentul OZN de la Aurora, o presupusă prăbușire a unui OZN urmată de îngroparea pilotului în cimitirul local